# Костел Пантилимон
Костел Фане Пантилимон (на румънски: Costel Fane Pantilimon) е румънски национал,който играе на поста вратар.

## Лични данни
Роден е на 1 февруари 1987 г. в град Бакъу, Румъния.

## Юношески години
Неговата юношеска кариера започва в Аеростар Бакъу. Когато е завършил детството си той има за Аеростар 9 мача и 0 гола.

## Политехника Тимишоара
Костел 2005 година до 2006 е закупен във втория отбор. За тези години има 26 изиграни мача за една година. От 2006 до 2012 е закупен в първо-дивизиония отбор на Политехника и има 93 мачове, от които има 0 голове.

## Манчестър Сити
След годините в Политехника Тимишоара румънският клуб дава под наем Пантилимон и неговите години са прекарвани в Манчестър Сити.

## ФА Къп със Сити
През сезон 2012-13 румънецът е част от Ман Сити и играе за английската ФА Къп. Той изиграва всички мачове, докато Джо Харт остава на резервната скамейка.
На полуфиналите за ФА Пантилимон е на вратата срещу Челси, и за мача направи добри спасявания. „Гражданите“ разгромяват най-успешният отбор за ФА с 2:1 с головете на Серхио Агуеро и Самир Насри. Един изцяло пропуснат гол за Купата на футболната асоциация и в мача, дело на Демба Ба.

## Национален отбор
За сезонът Костел е в националния отбор на Румъния от 2008 година. Той има 16 изиграни мача.